# 쿠앙 아파이웡
쿠앙 아파이웡(태국어: ควง อภัยวงศ์) 또는 루앙 코윗아파이웡(태국어: หลวงโกวิทอภัยวงศ์, 1902년 5월 17일~1968년 3월 15일)은 태국의 정치가로 교통장관, 총리 등을 역임하였다. 그는 1944년 8월부터 1945년까지, 1946년 1월부터 5월까지, 1947년 11월부터 1948년 4월까지 총리를 세 차례 역임했다.

## 인생 및 경력
쿠앙은 차오 프라야 압하야부베트 시암(캄보디아 주의 도시)의 아들로 태어났다. 아파이웡은 크메르 왕족의 혈통이었다. 쿠앙은 방콕의 데비르인 학교와 가정 대학에 다녔고, 나중에 프랑스의 에콜 상트랄 리옹에서 공학을 공부했다. 태국으로 돌아온 후, 그는 전보 부서에서 일했고, 마침내 그 부서의 이사가 되었다. 이것은 그에게 봉건적인 칭호인 루앙 코윗아피이웡을 얻게 했다. 그는 틸레케 & 기빈스의 설립자인 실론 태생 변호사 윌리엄 알프레드 구네틸레케의 딸인 레카 쿠나딜록(구네틸레케)과 결혼했다.